# Fortune Theatre
Il Fortune Theatre è un teatro del West End londinese sito nella Città di Westminster, nella zona di Covent Garden. Con la sua capacità di 432 spettatori, il teatro è il secondo più piccolo del West End.

## Storia
Il teatro fu progettato da Ernest Schaufelberg per l'impresario Laurence Cowen ed aprì al pubblico l'8 novembre 1924. Il teatro, costruito tra il 1922 e il 1924, è stato realizzato in stile italianeggiante e fu il primo teatro ad essere costruito a Londra dopo la fine della prima guerra mondiale. Il teatro fu oggetto di un'importante opera di ristrutturazione nel 1960 e fu registrato come monumento classificato di secondo grado nel 1994.
Durante la seconda guerra mondiale, il teatro ospitò diverse produzioni dell'Entertainments National Service Association e intrattenimento per le truppe. Nel corso della sua storia le scene del Fortune furono calcate da importanti attori come Judi Dench, Maureen Lipman e Dirk Bogarde. Dal 1989 al 2023 il teatro ha in cartellone il dramma di Stephen Mallatratt La donna in nero, che nel 2001 ha superato le cinquemila rappresentazioni ed è attualmente la seconda opera teatrale più longeva nella storia del West End, con i suoi oltre trent'anni di repliche.